# Гуцуляк Олег Борисович
Оле́г Бори́сович Гуцуля́к (нар. 11 липня 1969, Івано-Франківськ) — український письменник, культуролог, філософ. Живе й працює в Івано-Франківську. Член АУП (1996). Кандидат філософських наук (2006), доцент (2016). Представник т. зв. «станіславського феномену». Один з перших і постійних авторів журналу «Четвер».

## Біографія
Син відомого українського хіміка Гуцуляка Бориса Михайловича. Онук поручника Української Галицької Армії (УГА), західно-українського дитячого письменника і педагога Гуцуляка Михайла Максимовича (1888—1946).
Закінчив Івано-Франківську середню школу № 17 (в 1987), філологічний факультет Прикарпатського національного університету ім. В. Стефаника (в 1993, спеціальність «Українська мова та література»). Працював монтажником радіоапаратури на заводі «Позитрон», лаборантом у Івано-Франківській середній школі № 18, з 1989 р. — бібліотекарем, головним бібліотекарем бібліотеки Івано-Франківського педагогічного інституту імені Василя Стефаника, одночасно — в 1991-1993 рр. — вчителем української мови і літератури в Івано-Франківській середній школі № 12.
Після закінчення заочно в 1993 р. філологічного факультету Прикарпатського національного університету імені В. Стефаника захистив дипломну роботу «Міфологічна традиція українського русалля» під керівництвом знаного дослідника-фольклориста, канд.філол.наук, проф. Пушика С. Г. і рекомендований до навчання в аспірантурі. В 2005 р. захистив у Львівському університеті дисертацію «Неоязичництво як світоглядне явище: історико-філософський аналіз». Автореферат (науковий керівник — проф., доктор філос. наук С. М. Возняк, офіційні опоненти — доктор філос. наук Н. В. Хамітов та канд. філос. наук І.С Захара, провідна установа — кафедра історії філософії Київського національного університету ім. Т. Шевченка).
Кандидат філософських наук (2006), доцент кафедри філософії та соціології (2016).
З 2006 р. працює на посадах асистента, з 2009 р. — старшого викладача, в 2012 р. — 2018 р. — доцента кафедри філософії та соціології Прикарпатського національного університету ім. В. Стефаника, де для спеціальностей «Філософія» та «Соціологія» розробив і читає спецкурси «Філософія культури», «Філософська антропологія», «Міфологія», «Філософія міфу», «Історіософія мистецтва (для філософів та релігієзнавців)», «Теорія антропосоціогенезу», «Основи індоєвропейського мовознавства та компаративістики», керує написанням та захистом студентами дипломних і бакалаврських робіт, магістерських та аспірантських дисертацій.
Одночасно з 1992 р.  — головний бібліотекар, 2005 р. — завідувач відділом комп'ютеризації та автоматизації бібліотечних процесів, з 2007 р. — заступник директора з науки і комп'ютеризації, з 2016 р. — вчений секретар Наукової бібліотеки Прикарпатського національного університету імені Василя Стефаника.
Живе в Івано-Франківську.

## Громадська та наукова діяльність
Входив до редколегії та автор більшої половини статей Малої української енциклопедії актуальної літератури (МУЕАЛ).
Член Асоціації українських письменників (АУП) (1996).
Член Наукового товариства ім. Шевченка (філософська комісія, 2010)
Член Соціологічної асоціації України (САУ).
Член Всеукраїнської спілки краєзнавців (ВУСК), Національної спілки краєзнавців України (НСКУ).
Член Асоціації міфологів та атлантологів України  (АМАУ), зарубіжний член Російського товариства з вивчення проблем Атлантиди (РОИПА).
З 1988 р. — активіст івано-франківських неформальних організацій: Рок-клуб (РоКлуб) та Товариство «Рух», а пізніше — Народного Руху та Товариства української мови «Просвіта».
В 1993—1995 — керівник Інформаційного Центру УНА-УНСО «УНА-Франківщина», кореспондент львівської газети «Голос нації», лектор регіональних вишколів УНСО.
З 1996 — перший заступник головного редактора журналу «Плерома», один з авторів його спецвипуску «Повернення деміургів: Мала українська енциклопедія актуальної літератури» (МУЕАЛ) (1998 — перше видання, 2002 — друге видання). Член редколегії антології російськомовної літератури Прикарпаття «Ткань и ландшафт» (2003, Івано-Франківськ).
З 2009 р. — член Ради Директорів, Голова Правління Консалтингової Формації «Примордіал-Альянс» [Архівовано 20 квітня 2022 у Wayback Machine.].
З 2015 р. — науковий співробітник Інституту розвитку суспільства [Архівовано 3 квітня 2022 у Wayback Machine.].
Член Кримського геопоетичного клубу, Українського Традиціоналістського клубу, активіст міжнародних організацій «Інтертрадиціонал / Intertraditionale».
З 2016 року є співзасновником Міжнародної метаполітичної асоціації «Мезоєвразія Інтертрадиціонал» (Україна — Польща — Азербайджан — Ізраїль), редактор його інтернет-порталу «Інститут етносоціальних досліджень».
З 2023 р. — учений секретар редколегії електронного видання «Філософські дискурсії» Філософської комісії Івано-Франківського осередку Наукового товариства ім. Шевченка.
Виступає експертом-консультантом ряду народних депутатів та керівників органів місцевого самоврядування, Всеукраїнського об'єднання «Братство» та ряду інших традиціоналістських структур України, Росії, Естонії, Литви, Білорусі, Болгарії, Іспанії, Італії та Ізраїлю.
Автор і член редколегій езотеричного журналу «Апокриф» (Калінінград, Росія), альманаху «Кронос» Російського товариства з вивчення проблем Атлантиди, збірника «Карпатські бібліотечно-краєзнавчі студії» (Івано-Франківськ, Україна).
Репрезентує себе як представник філософської школи еволюційного гуманізму.
Після участі 1998 року в поетичній антології «Дев'ятдесятники», поета зараховують до генерації «дев'яностиків».

## Нагороди, відзнаки
В 2008 р. рішенням Івано-Франківської обласної державної адміністрації та Івано-Франківської обласної Ради присвоєно почесне звання «Найкращий науковець року».
У 2020 р. відзначений «Орденом Честі» Національної Ради Тюрків Карапапаків України .
У вересні 2024 р. відзначений Ювілейною медаллю ім. В. Т. Полєка Івано-Франківської обласної організації Національної спілки краєзнавців України.
Багаторазово відзначений почесними грамотами Міністерства освіти та науки України, Івано-Франківської обласної державної адміністрації, Івано-Франківської обласної ради, Івано-Франківського обласного управління культури, Прикарпатського національного університету, а також грамотою Генерального консульства Російської Федерації у м. Львові і Листом подяки Комітету Державної Думи Росії у справах СНД.

## Твори
Монографії
- 2007 — Пошуки заповітного царства: міф — текст — реальність (Івано-Франківськ, вид-во «Місто-НВ», 537 с.)
- 2016  — Філософія української сутності: соціокультурні смисли алхімії національного буття (Київ, вид-во «Арт Економі», 253 с.) (в шорт-листі Всеукраїнського рейтингу «Книжка року'2016» в номінації «Українська гуманітаристика» [5]; 2018 — друге видання, стереотипне)
- 2017  — Тайные короли Святой Руси: миф — история — интерпретация (Saarbrucken, вид-во YAM Young Authors’ Masterpieces Publishing / OmniScriptum Publishing Group, 291 с.).
- 2018  — Анти-Дугин: геополитика священного и святого (Saarbrucken, вид-во LAP Lambert Academic Publishing, 173 с.).
- 2020  — Антарктида — изначальная родина богов: мифы — поиски — интерпретации (Saarbrucken, вид-во LAP Lambert Academic Publishing, 494 с.).
- 2021  — Феномен китайского миросозерцания: сокрытые истоки и причины. — Івано-Франківськ: Новий Гостинець, 2021. — 200 с., фото. — (Серия «Библиотека Мезоевразии»).

Книги віршів
- 1996 — «Нумізматика вирію» (ця збірка текстів містилась у книзі «Тетрархія», названій «проект-касета», в якій під однією обкладинкою розмістилися дебютні книжки чотирьох авторів: Олега Гуцуляка, Володимира Єшкілєва, Любомира Кліща та Богдана Козака)
- 1999 — «Птахи та лілії»
- 2002 — «Повстання скіфів»
- 2003 — «Поет і Тіамат: вибране»
- 2019 — «Своеволие ижицы»

Проза
- «Адепт» (роман; у співавторстві з Володимиром Єшкілєвим; журнальний варіант — журнал «Сучасність», 1995, № 1. 2; окремим виданням — 1997, вид-во «Лілея-НВ»; 2008, вид-во «Книжковий клуб»; 2012, вид-во «Фоліо»).
- «Предрассветные земли» (повість-фентезі; 2014).

Антології
- 1998 — «Початки»
- 1998 — «Дев'ятдесятники»
- 1998 — «Повернення деміургів»
- 1999 — «Цех поетів»
- 2003 — «Ткань и ландшафт»
- 2004 — «Из века в век. Украинская поэзия: Стихотворения»
- 2007 — «Пароли и пробуждение»

Пісенна творчість
- Олег Гуцуляк є автором варіанту слів до традиційного гуцульського "Аркану"  та пісні "Ти спиш у далекому місті Лева, в будинку на вулиці Вашінгтона".

## Інтерв'ю
- Філософ Олег Гуцуляк: Україна є «затокою» великої Східно-Середземноморської геокультури // Вісник – Αγγελιαφορος : щорічний українсько-грецький альманах. - 2023. – 11.12 [Архівовано 12 грудня 2023 у visnyk-aggeliaforos.ukrgrdumka.gr]
- Беседа с интертрадиционалистом: Интервью Олега Гуцуляка журналу «Новая Спарта» (2016, № 2, с. 6-20) [Архівовано 16 січня 2017 у Wayback Machine.]
- Философ и социолог Олег Гуцуляк о событиях в мире и судьбе малых народов — êzîdîPress Russian Edition (2014) [Архівовано 16 січня 2017 у Wayback Machine.]
- «Наше небо — безоблачное, наша правда — в нас …»: Беседа с руководителем Украинской фаланги Олегом Гуцуляком и председателем Галицкой колоны Украинской фаланги Иваном Пелипишаком // Лавриненко И. Русская фаланга. — Львов: Библиотека журнала «Европеец», 2007. — С. 92-98. [Архівовано 31 грудня 2013 у Wayback Machine.]
- «Мы — офицеры дхармы, джамаат викингов, смотрители Грааля»: Интервью с Олегом Гуцуляком, г. Ивано-Франковск, 2005 г. [Архівовано 31 грудня 2013 у Wayback Machine.]
- Ожидая на евразийского Махди: Интервью Олега Гуцуляка итальянскому журналу "La Nazione Eurasia 2005 [Архівовано 3 січня 2014 у Wayback Machine.], оригінал — (Italian language, https://web.archive.org/web/20071008133506/http://www.lanazioneeurasia.altervista.com/)
- Олег Гуцуляк: Українські нові праві — наша культурна революція ще попереду [Архівовано 31 грудня 2013 у Wayback Machine.] (газ. «Анонс-Контракт», 2004).
- «Пошуки заповітного царства» Олега Гуцуляка (газ. «Галицький кореспондент»).